# Тапулон
Тапуло́н (пьем. tapulòn), также тапуло́не (итал. tapulone) — традиционное блюдо пьемонтской кухни, разновидность рагу. Изготовляется из ослятины, которая тушится в красном вине с луком и различными специями. В качестве гарнира к тапулону обычно подаётся полента, реже — картофельное пюре.
Старинное кушанье, кулинарный специалитет провинции Новара. Особой популярностью, граничащей с культом, пользуется в коммуне Боргоманеро. Там тапулону посвящён ежегодный фестиваль, действует общественная организация, пропагандирующая это блюдо как символ коммуны.

## Происхождение и этимология названия

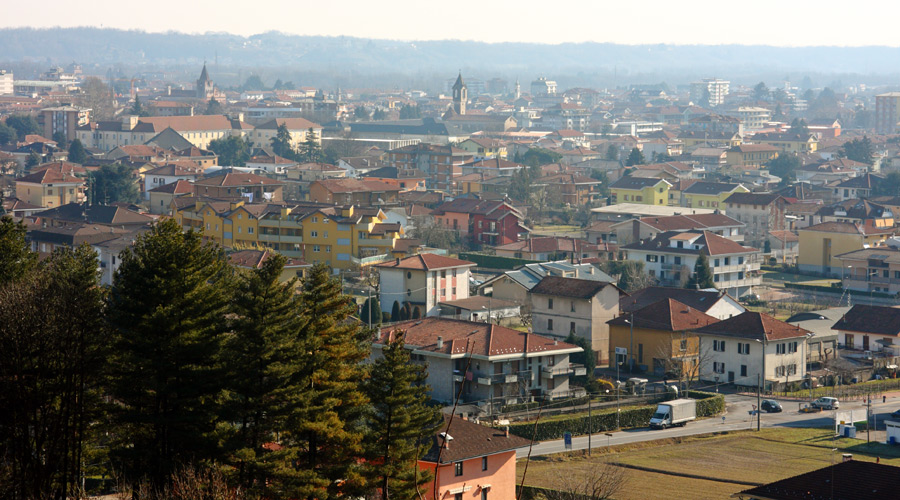
Боргоманеро — родина тапулона

Тапулон является древним блюдом, характерным для кухни северной части Новары. Его родиной считается Боргоманеро, где изобретение кушанья связывают с основанием главного населённого пункта этой коммуны, которое произошло не позднее середины XII века. В соответствии с местной легендой, группа из тринадцати паломников, посетивших базилику Святого Юлия Ортского, расположенную на озере Орта и входящую в число Сакри-Монти, возвращалась оттуда через территорию нынешнего Боргоманеро. У путников подошли к концу съестные припасы, и они были вынуждены пустить под нож одного из своих вьючных ослов. Мясо престарелого ишака оказалось весьма жестким и пахучим, поэтому паломникам пришлось нарезать его на очень маленькие кусочки и долго тушить в красном вине. Утолив голод, странники заночевали под открытым небом, а проснувшись, сочли окружающую местность настолько приятной, что решили там поселиться.
 
Восславить я желаю тапулон — 

Боргоманеро истинную радость:

И дешев он, и сытен, и вкусён,

И — верите ли? — для нутра не в тягость.

Старушка без зубов — и та сжуёт,

А молодым подходит и подавно.

Любой кусок ослятины сойдёт: 

Тут главное — посечь его исправно.

Нам паста и салями ни к чему,

И без свинины обойтись мы можем!

Поджарим лук, чеснок ещё к нему,

Лавровый лист и розмарин положим.

Шепотку перца, соли и вино

Нальём в жаркое щедро, не жалея.

Дождёмся, пока выкипит оно, 

И тапулон готов — к столу скорее!

È il tapulone quella ghiotta cosa 

per cui celebre va Borgomanero:

economica, nutriente, assai gustosa,

si digerisce che non pare vero.

Posson mangiarlo gli sdentati vecchie,

per chi ha denti, non abbisogna stecchi.

Buona polpa ci vuol, d'asino e mulo,

e trito, trito, trito, ossia tapulo,

e come pasta di salame sia,

senza lardo, strutto o porcheria.

E tapulando, aggiungo pepe e sale,

aglio, e innaffio poi con vino buono,

di Boca, di Maggiora o altro eguale.

In padella allor fo friggere a tono,

rimescolando. Il tapulone è fatto:

si serve caldo in odoroso piatto!

В течение столетий тапулон оставался в числе традиционных блюд Боргоманеро. В 1937 году одним из местных жителей была сочинена ода, воспевающая это кушанье. Впрочем, к этому времени популярность тапулона была не слишком высока, он считался чем-то вроде «кулинарного реликта», памятника старины: вообще, ослятина в тот период использовалась в итальянской кухне достаточно редко. Однако вскоре после окончания Второй Мировой войны это кушанье пережило настоящий «ренессанс». Специалисты связывают это с тем, что партизанам-антифашистам, активно действовавшим в горных районах Новары в 1943-45 годах, нередко приходилось питаться ослиным мясом. Многим бойцам Сопротивления оно пришлось по вкусу, и вернувшись после войны домой, они делились своим гастрономическим опытом с земляками, что в итоге привело к заметному росту популярности тапулона.
На родине тапулона, в Боргоманеро, в послевоенные десятилетия это кушанье утвердилось в качестве главного кулинарного специалитета, вокруг которого сложился настоящий культ. Так, неотъемлемой частью ежегодных местных празднеств, посвящённых сбору урожая винограда, которые проводятся в начале сентября, является Фестиваль тапулона (пьем. Sagra del tapulon), считающийся одной из местных культурных достопримечательностей. В рамках фестиваля организуется массовое приготовление и дегустация тапулона — тапулона́та (пьем. tapulonata), обычно сопровождающаяся гонкой на ослах, в которой состязаются жители различных населённых пунктов коммуны.
В 2003 году в Боргоманеро было учреждено «Братство тапулона» (пьем. l’Antica Cunsurtarija dal Tapulòn), объединившее ревнителей местных культурных традиций. Члены братства ведут краеведческие исследования, содействуют популяризации исторического наследия коммуны и выступают за признание тапулона её официальным символом. Последнему из этих начинаний сопротивляются местные защитники животных, усматривающие в нём угрозу для поголовья новарских ослов.
Само название блюда происходит от пьемонтского глагола «ciapulè», означающего «нарезать, измельчать», что в полной мере отражает ключевой момент приготовления тапулона — мелкую нарезку ослятины с помощью кухонного секача. По-пьемонтски оно пишется и произносится как «тапуло́н» (пьем. tapulòn), а по-итальянски как «тапуло́не» (итал. tapulone), хотя пьемонтский вариант названия употребителен и за пределами этой области Италии.

## Приготовление

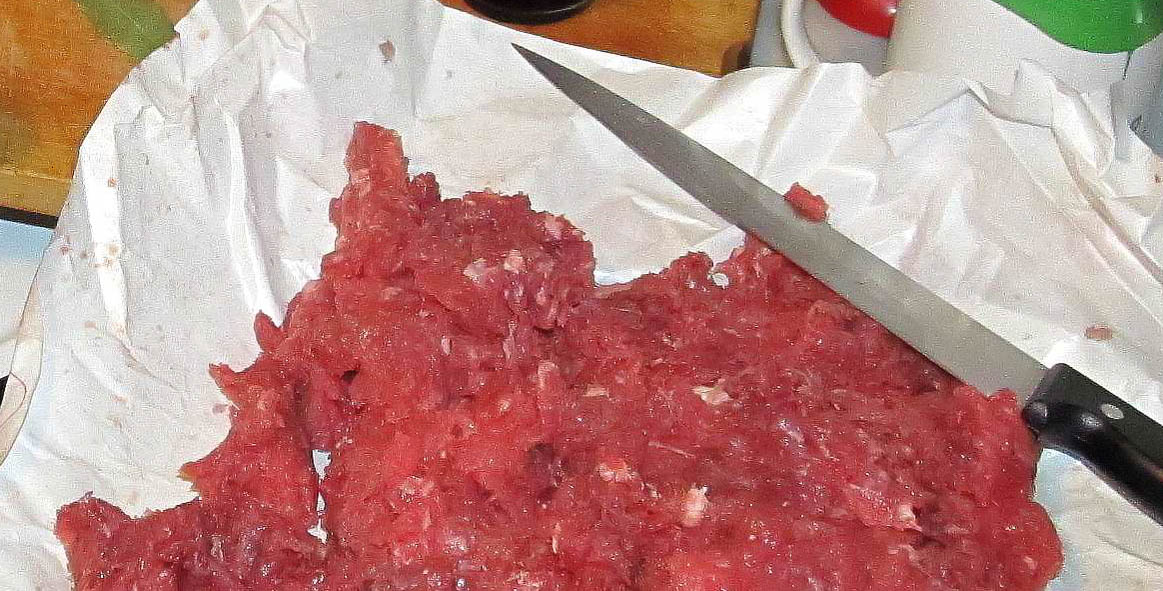
Рубленая ослятина, приготовленная для тапулона

Основным сырьём для тапулона служит ослятина, которая, несмотря не некоторую популяризацию в послевоенные годы, в целом занимает довольно скромное место среди продуктов итальянской кухни. Для приготовления кушанья она весьма основательно измельчается, однако традиционно для этой цели не используются мясорубки или кухонные комбайны: мясо нарезается по-старинке — с помощью классического поварского секача или обычного кухонного ножа.
Главными дополнительными ингредиентами блюда являются репчатый лук и чеснок, которые пассеруются в мелко нарезанном виде. Для пассерования могут использоваться как оливковое или сливочное масло, так и растопленное лардо — солёное свиное сало, играющее весьма важную роль в кухне северной части Италии. Однако чаще всего для обжарки используется смесь всех этих жиросодержащих продуктов, либо хотя бы двух из них. В ходе пассерования к луку и чесноку добавляются некоторые специи, в число которых непременно входят лавровый лист и розмарин.

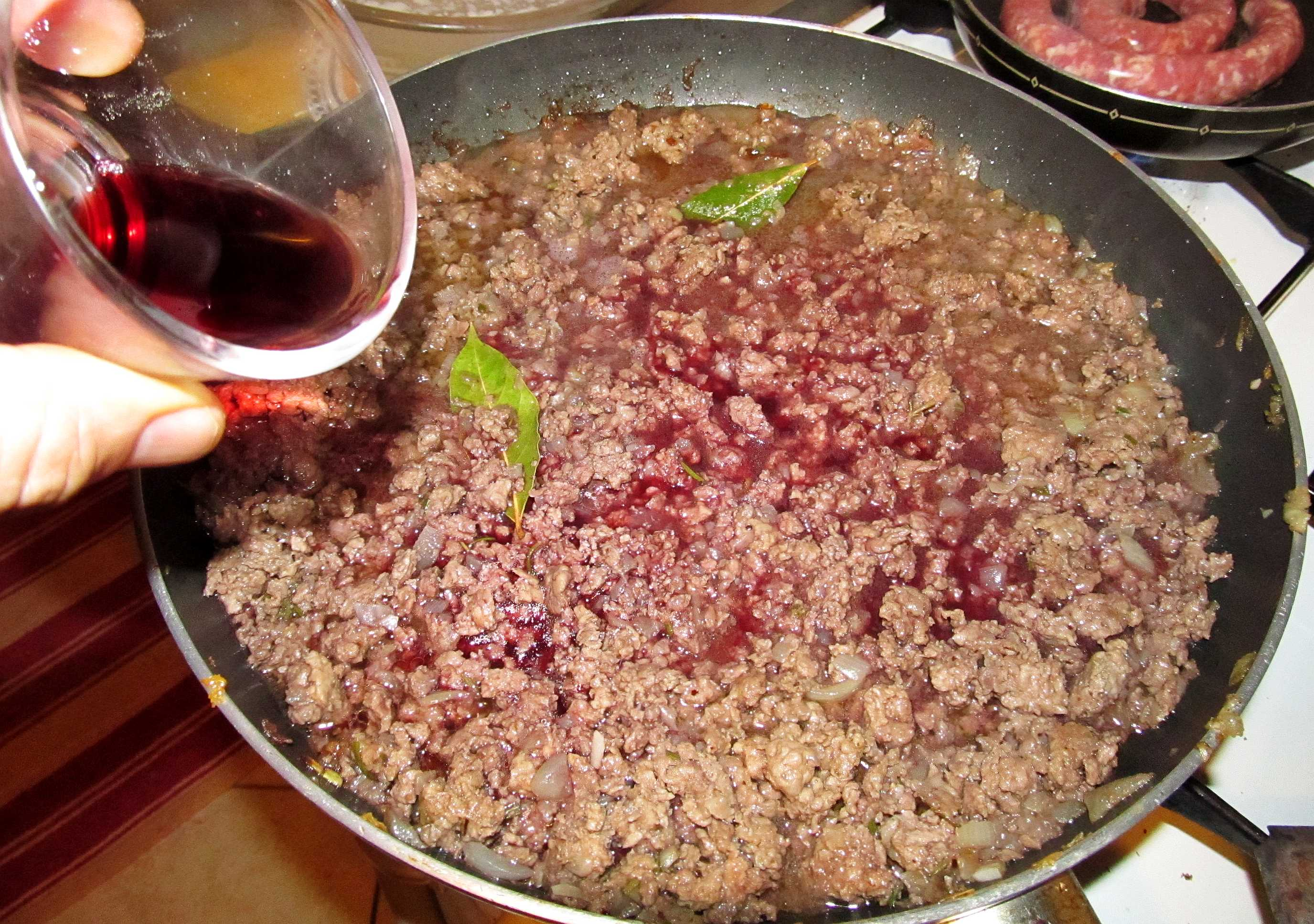
В стадии полуготовности тапулон заправляется красным вином

После того, как лук и чеснок обжарятся до золотистого цвета, на сковороду выкладывается рубленая ослятина. Мясо обжаривают, периодически перемешивая, солят и сдабривают его дополнительными специями — обычно чёрным перцем и гвоздикой, иногда кориандром. Часто в фарш на этом этапе добавляют мелко нарубленное лардо — особенно, если лук и чеснок до этого пассеровались без него. Когда мясо потемнеет, в него вливают красное вино, после чего огонь убавляют и тушат образовавшуюся массу до тех пор, пока из неё не выкипит жидкость и она не станет достаточно рассыпчатой.
Готовый тапулон представляет собой густую кашеобразную массу тёмно-коричневого цвета. Блюдо обычно имеет довольно сильный характерный аромат, придаваемый ему специями и вином.
За пределами Боргоманеро классический рецепт тапулона в наши дни иногда подвергается определённой модернизации. Ослятину в некоторых случаях заменяют кониной, говядиной или телятиной. Кроме того, в блюдо могут добавлять дополнительные ингредиенты: панчетту, грибы, мелко нашинкованную савойскую капусту, петрушку или сельдерей.

## Подача

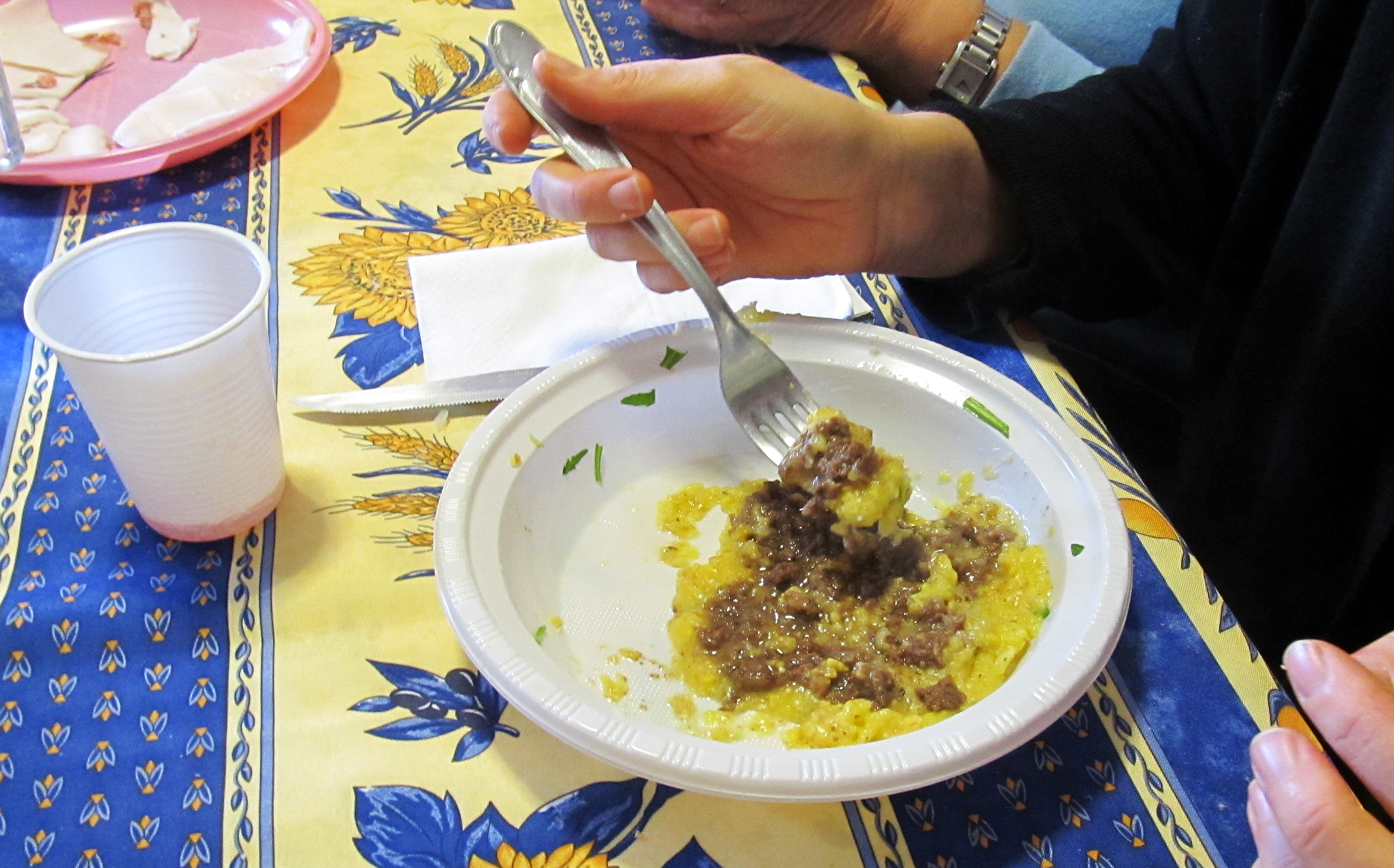
Тапулон, поданный с полентой в кафе на севере Новары

Тапулон является традиционным домашним кушаньем, однако присутствует и в меню некоторых ресторанов и кафе северной Новары. В Боргоманеро его часто подают в ходе праздничных трапез, народных гуляний и различных сборищ.
Иногда тапулон можно встретить в ресторанах не только за пределами Пьемонта, но и за пределами Италии, однако там ослятину в нём обычно заменяют говядиной или телятиной.
Тапулон представляет собой основное блюдо, которое принято есть в горячем виде. В качестве гарнира к нему традиционно подаётся полента — другой специалитет пьемонтской кухни. При этом тапулон часто накладывается на тарелку поверх «подушечки» из поленты. Значительно реже гарниром к нему служит картофельное пюре. Кроме того, тапулон иногда намазывают на ломти хлеба — подобно паштету. В этих случаях он может использоваться и в остывшем виде.
К тапулону обычно подают плотное красное вино, которое в больших объёмах производится в Новаре — часто именно то, которое использовалось при изготовлении блюда.